# Gerd J. Pohl
Gerd J. Pohl (eigentlich Gerd-Josef Pohl; * 21. Oktober 1970 in Bonn) ist ein deutscher Puppen- und Schauspieler.

## Leben
Pohl entstammt der Bonner Künstlerfamilie Osterritter. Sein Großvater war der Maler und Karikaturist André Osterritter, sein Onkel der Kabarettist Maximilian Osterritter. Gerd J. Pohl ist ausgebildeter Erzieher und studierte katholische Theologie im Priesterseminar in Lantershofen. Die Priesterweihe empfing Pohl aber nicht.
Seine Bühnenausbildung absolvierte er unter anderem bei der LAG Puppenspiel NRW. Als Fernsehpuppenspieler wurde er bei der Kölner GUM-Fernsehproduktion ausgebildet. Privaten Schauspielunterricht nahm er bei Hans Falár vom Bonner Schauspielhaus. Außerdem arbeitete Pohl zwischen 1987 und 1992 verschiedentlich als Fotomodell und begann mit dem Verfassen von Lyrik, Prosa und Stücken für das eigene Puppentheater.
In den 1990er Jahren setzte er sich für den klassischen Phantastischen Films ein. Er publizierte zwölf Ausgaben des Journals der Vincent Price Appreciation Society.
Pohl arbeitete für das Fernsehen – unter anderem als Sketchpartner von Harald Schmidt in dessen Late-Night-Show – sowie als Hörbuchsprecher und Rezitator. Unter anderem trat er mit Texten von Edgar Allan Poe, Franz Kafka und Johann Wolfgang von Goethe in Erscheinung. Er sprach auch deutsche Balladen und Antoine de Saint-Exupérys Der kleine Prinz und die Geheime Offenbarung des Johannes. Mit dem Pianisten Marcus Schinkel und dem Violinsolisten Konstantin Gockel gestaltete er verschiedene literarisch-musikalische Bühnenprogramme.
Seit Ende der 1990er Jahre schrieb er für einen Bonner Gastro-Führer Restaurantkritiken und Fachartikel für verschiedene Theaterzeitschriften. Er initiierte zahlreiche Ausstellungen mit Exponaten aus seiner reichhaltigen Figurentheatersammlung und mit Bildern seines Großvaters André Osterritter. 2008 verfasste Pohl das Vorwort für das Buch Kaspers Weg von Ost nach West des früheren Pirnaer Puppenspielers Wolfgang Hensel, der die Westversion des Sandmännchen gestaltet hatte.
Pohl leitet die Piccolo Puppenspiele als Reisebühne und ist seit Januar 2009 außerdem Intendant des Puppenpavillon Bensberg als stationäres Theater in Bergisch Gladbach. Als Schauspieler wirkte er in zahlreichen Theaterinszenierungen mit – unter anderen in Bertolt Brechts Aufstieg und Fall der Stadt Mahagonny, Herr Puntila und sein Knecht Matti, Pierre Corneilles L’Illusion und Herbert Achternbuschs Auf verlorenem Posten beim Schauspielhaus Bonn und in Liebe und Verwandlung beim Kölner Cassiopeia Theater. Im bekannten Bonner Kleinkunsttheater Haus der Springmaus initiierte er 1995 die Kindertheaterreihe, in der er selbst bis 2004 vorrangig auftrat. Seine Puppenspielarbeit führte ihn in alle Regionen der Bundesrepublik sowie nach Kanada und Italien, wo er in der deutschen Schule in Rom gastierte.
Im Januar 2013 stand er Modell für die Figur des bösen Puppenspielers Gerald Pole im Geisterjäger-John-Sinclair-Roman Die lebenden Puppen des Gerald Pole von Autor Jason Dark (alias Helmut Rellergerd).
Von Februar 2021 bis zum 3. Juni 2024 moderierte er das Magazin Wort(e) zum Montag auf dem kostenpflichtigen Portal Massengeschmack-TV. Aufgrund wieder gestiegener Auftragszahlen wurde das Magazin dann erstmal eingestellt.
Seit 2022 steht er in Gisbert Frankens Theaterstück Nosferatu – ein Menuett der Schatten wieder als Schauspieler auf der Bühne. In einer Doppelrolle spielt Pohl sowohl den Vampirjäger Professor Maximilian von Hassler als auch den Vampir Nosferatu. Die Inszenierung wurde am 4. März 2022 uraufgeführt, auf den Tag genau 100 Jahre nach der Premiere des Stummfilms Nosferatu – Eine Symphonie des Grauens von Friedrich Wilhelm Murnau.
Pohl ist ledig und lebt in Bergisch Gladbach.

## Diskografie
- Edgar Allan Poe: Die Maske des roten Todes (Sprecher: Gerd J. Pohl; Musik: Roland Poras). Pohl & Poras, 1990.
- Piccolo Puppenspiele: Es war einmal... Märchen, Fabeln und Parabeln der Gebrüder Grimm (Sprecher: Gerd J. Pohl; Musik: Konstantin Gockel). Bonn, 2003.
- Marcus-Schinkel-Trio: News from Beethoven (Sprecher: Gerd J. Pohl). Bosrecords, 2004.
- Die Irrlichter: Koboldstanz (Sprecher: Gerd J. Pohl). Musik & Tanz GbR, 2003.
- Stephan Maria Glöckner: Ringo Tingo unterwegs (Erzähler: Gerd J. Pohl). TOCA Records, 2007.

## Mitgliedschaften
Gerd J. Pohl und/oder sein Theater sind Mitglied in folgenden Vereinigungen:
- Stadtverband Kultur Bergisch Gladbach (seit 2009 im Vorstand)
- UNIMA (Union Internationale de la Marionnette)
- VDP (Verband Deutsche Puppentheater)
- Kulturverein Bärenfels
- Verein Wort und Kunst, Bergisch Gladbach
- Faszenario e. V. (Vereinigung der Figurentheater im Rheinland, war eine Zeit lang dort erster Vorsitzender und war es seit 2009 wieder)

## Auszeichnungen
- Goldene Ehrennadel der Stadt Bergisch Gladbach[7]